# Mike Epps
Michael Elliot "Mike" Epps (n. 18 noiembrie 1970, Indiana, SUA) este un actor american de comedie stand-up, actor, producător de film, scenarist și rapper. Este cel mai cunoscut pentru rolul lui Day-Day Jones din filmele Vinerea viitoare (2000) și Vineri, în ajun de Crăciun (2002); de asemenea a jucat în Marea mahmureală ca "Black Doug". Este vocea lui Boog din Năzdrăvanii din pădure 2 (continuarea filmului  Năzdrăvanii din pădure), dar a fost înlocuit de Matthew J. Munn în Năzdrăvanii din pădure 3. Mai este cunoscut pentru rolul lui L.J. în Resident Evil 2: Ultimul război (2004) și Resident Evil: Dispariția (2007).

## Biografie
Epps s-a născut în Spitalul Wishard din Indianapolis, Indiana, ca fiul Mariei Reed și Tommy Epps. Abilitățile sale naturale pentru rolurile de comedie au fost încurajate de la o vârstă timpurie, interpretând comedie de stand-up din adolescență. Epps s-a mutat în Atlanta, unde a lucrat la Comedy Act Theater, înainte de a ajunge în  Brooklyn pentru a juca în Def Comedy Jam în 1995.

## Filmografie
| An   | Titlu                                                                 | Rol                             | Not                                                           |
| ---- | --------------------------------------------------------------------- | ------------------------------- | ------------------------------------------------------------- |
| 1997 | Strays                                                                | Mikeys                          | Debut cinematografic                                          |
| 2000 | Next Friday                                                           | Day-Day Jones                   |                                                               |
| 2000 | 3 Strikes                                                             | Crackhead                       |                                                               |
| 2000 | Bait                                                                  | Stevie Sanders                  |                                                               |
| 2001 | Dr. Dolittle 2                                                        | Sonny                           | Rol de voce Men. ca Michael E. Epps                           |
| 2001 | How High                                                              | Baby Powder                     |                                                               |
| 2002 | All About the Benjamins                                               | Reginald Wright                 | Men. ca Michael Epps                                          |
| 2002 | Friday After Next                                                     | Day-Day Jones/Bătrân cu Shotgun |                                                               |
| 2003 | Malibu's Most Wanted                                                  | Rap-Battle Host                 | Nem.                                                          |
| 2003 | The Fighting Temptations                                              | Lucius                          |                                                               |
| 2004 | Still 'Bout It                                                        | Bobby Ray                       |                                                               |
| 2004 | Resident Evil: Apocalypse                                             | L.J.                            |                                                               |
| 2005 | Guess Who                                                             | The Cab Driver                  | Nem.                                                          |
| 2005 | The Honeymooners                                                      | Ed Norton                       |                                                               |
| 2005 | Roll Bounce                                                           | Byron                           |                                                               |
| 2006 | The Unsuccessful Thug                                                 |                                 |                                                               |
| 2006 | Something New                                                         | Walter                          |                                                               |
| 2007 | Talk to Me                                                            | Milo Hughes                     |                                                               |
| 2007 | Resident Evil: Extinction                                             | L.J.                            |                                                               |
| 2008 | Welcome Home Roscoe Jenkins                                           | Reggie Jenkins                  |                                                               |
| 2008 | Shelly Fisher                                                         | Esquire Jones                   |                                                               |
| 2008 | Hancock                                                               | Criminal                        | Nem.                                                          |
| 2008 | Bigg Snoop Dogg Presents: The Adventures of Tha Blue Carpet Treatment |                                 |                                                               |
| 2008 | Soul Men                                                              | Duane Henderson                 |                                                               |
| 2008 | Open Season 2                                                         | Boog                            | Direct-to-video Rol de voce Îl înlocuiește pe Martin Lawrence |
| 2009 | Next Day Air                                                          | Brody                           |                                                               |
| 2009 | The Hangover                                                          | Black Doug                      |                                                               |
| 2009 | Janky Promoters                                                       | Jellyroll                       |                                                               |
| 2010 | Love Chronicles: Secrets Revealed                                     | Thomas Black                    |                                                               |
| 2010 | Lottery Ticket                                                        | Reverend Taylor                 |                                                               |
| 2010 | Ghetto Stories: The Movie                                             | Janitor                         | Cameo                                                         |
| 2010 | Faster                                                                | Grone                           |                                                               |
| 2011 | Jumping the Broom                                                     | Willie Earl                     |                                                               |
| 2012 | Sparkle                                                               | Satin                           |                                                               |
| 2012 | Mac & Devin Go to High School                                         | Mr. Armstrong                   |                                                               |
| 2013 | The Hangover Part III                                                 | Black Doug                      |                                                               |
| 2014 | Repentance                                                            | Ben Carter                      |                                                               |
| 2014 | School Dance                                                          | Principal Rodgers               |                                                               |
| ???  | Untitled Richard Pryor Biopic                                         | Richard Pryor                   | Post-Producție                                                |
| 2015 | Being Mary Jane                                                       | Chris Warren                    | Post-Producție                                                |

## Televiziune
- The Sopranos (1999) .... Jerome
- Pimps Up, Ho's Down (1999)
- All About the Stunts (2002)
- 106 & Park (1 episod, 2005)
- Letter to the President (2005)
- Def Comedy Jam (5 episoade, 1995–2006)
- Inappropriate Behavior (2006)
- The Unsuccessful Thug (2006)
- The Boondocks (2006) .... Moe "Mo Gunz" Jackson
- BET Hip Hop Awards (2009–prezent) .... Rolul său/Gazdă
- Wild 'n Out (2013) .... Rolul său
- Ridiculouness (2014) .... Rolul său/L.J.
- Being Mary Jane (sezonul 2) (2015) .... Chris Warren

## Videoclipuri
- "Whatchulookinat" - Whitney Houston
- "Ay Bay Bay" — Hurricane Chris
- "Gangsta Nation" — Westside Connection
- "Why We Thugs" — Ice Cube
- "What You Know" — T.I.
- "ASAP" — T.I.
- "Never Forget" — Napoleon
- "I'm Lit" — Square Off
- "I Don't Know Y'all" — Young Dro
- "Mrs. Right" — Mindless Behavior featuring Diggy Simmons
- "Nothin'" – NORE
- "I'm on Everything" – Bad Meets Evil
- "How Come You Don't Call Me" – Alicia Keys
- "Bitch, Don't Kill My Vibe" - Kendrick Lamar
- "I Was Your Baby"- Angie Stone
- "No Flex Zone!" - Rae Sremmurd

## Discografie
Albume de studio
- Funny Bidness: Da Abum (2009)

Albume de colaborare
- A Tribute to Bad Santa Starring Mike Epps (cu Jim Jones & Skull Gang) (2008)
- Omar Ray Life & Timez of Suge Gotti, Vol. 1 (2012)

## Cântece
- "Big Girls" (2008)
- "Trying to Be a Gangsta" (2009)
- "Aint Chu You?" (2009)
- Too $hort - Me and Ya Momma (Official Video) ft. Mike Epps (2019)[6]

## Legături externe
- Site web oficial
- Mike Epps la Internet Movie Database
- Mike Epps pe MySpace